# Субботин, Дмитрий Николаевич
Дмитрий Никола́евич Суббо́тин (20 октября 1977, Томск, СССР) — российский хоккеист — крайний нападающий. Тренер.

## Биография
Первая спортивная школа "Кедр" Томск. Выпускник «Спартаковца» Екатеринбург. Первое участие в командах мастеров: "Автомобилист" Екатеринбург.
Неоднократно привлекался в состав сборных команд России:

1992—1993 Турнир четырёх наций U16

1994—1995 Чемпионат Европы среди юниорских команд

1998—1999 Чемпионат мира